# Adobe Premiere Pro
Adobe Premiere Pro är ett videoredigeringsprogram utvecklat av den amerikanska programtillverkaren Adobe. Programmet används både inom filmbranschen och av oberoende videokreatörer. Premiere Pro används främst för klippning och färgradering, ofta tillsammans med programmen After Effects och Photoshop. Programmet ingår i Adobes prenumerationstjänst Adobe Creative Cloud. Premire Pro lagrar projekt med filtypen Premiere Pro Project (.prproj).